# Alpaida rubellula
Alpaida rubellula är en spindelart som först beskrevs av Eugen von Keyserling 1892.  Alpaida rubellula ingår i släktet Alpaida och familjen hjulspindlar. Inga underarter finns listade i Catalogue of Life.